# Янгузнарат
Янгузнарат (баш. Яңғыҙнарат) — деревня в Краснокамском районе Республики Башкортостан Российской Федерации. Входит в состав Новокаинлыковского сельсовета.

## География

### Географическое положение
Находится на правом берегу реки Ашаеш.
Расстояние до:
- районного центра (Николо-Берёзовка): 58 км,
- центра сельсовета (Новый Каинлык): 8 км,
- ближайшей ж/д станции (Нефтекамск): 51 км.

## Население
| 2002 | 2009 | 2010 |
| ---- | ---- | ---- |
| 177  | ↘173 | ↘136 |

Национальный состав
Согласно переписи 2002 года, преобладающие национальности — башкиры (50 %), татары (42 %).